# Ktav ashouri
 (signalé en juillet 2025).
Si vous disposez d'ouvrages ou d'articles de référence ou si vous connaissez des sites web de qualité traitant du thème abordé ici, merci de compléter l'article en donnant les références utiles à sa vérifiabilité et en les liant à la section « Notes et références ».
- Archive Wikiwix
- Bing
- Cairn
- DuckDuckGo
- E. Universalis
- Gallica
- Google
- G. Books
- G. News
- G. Scholar
- Persée
- Qwant
- (zh) Baidu
- (ru) Yandex
- (wd) trouver des œuvres sur Wikidata

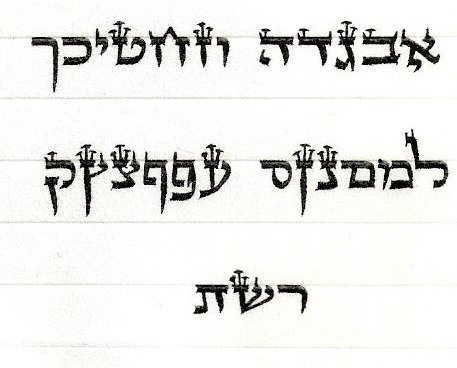
Ktav ashouri, selon la tradition scribale ashkénaze.

L’écriture ashouri (hébreu : כתב אשורי ktav ashouri), est une méthode d'écriture de l'hébreu qui semble avoir été adoptée par les Juifs au retour de l'exil à Babylone.
L'écriture ashouri est la seule autorisée pour rédiger les documents religieux formels, d'où son appellation alternative de ktav sta"m (hébreu : כתב סת"ם, abréviation de כתב ספרי תורה, תפילין ומזוזות ktav sifrei Torah, tefillin oumezouzot, écriture des rouleaux de Torah, tefillin et mezouzot), bien que les deux termes ne soient pas totalement équivalents. 
Elle est à l'origine de l'écriture carrée, utilisée actuellement pour les documents hébreux imprimés.